# (474024) 2016 GM119
(474024) 2016 GM119 es un asteroide perteneciente al cinturón de asteroides, descubierto el 8 de diciembre de 2010 por el equipo del Spacewatch desde el Observatorio Nacional de Kitt Peak, Arizona, Estados Unidos.

## Designación y nombre
Designado provisionalmente como 2016 GM11.

## Características orbitales
2016 GM119 está situado a una distancia media del Sol de 2,593 ua, pudiendo alejarse hasta 2,957 ua y acercarse hasta 2,228 ua. Su excentricidad es 0,140 y la inclinación orbital 5,810 grados. Emplea 1525 días en completar una órbita alrededor del Sol.

## Características físicas
La magnitud absoluta de 2016 GM119 es 17,308.